# Comuna Vistova, Kaluș
Vistova (în ucraineană Вістова) este o comună în raionul Kaluș, regiunea Ivano-Frankivsk, Ucraina, formată din satele Babîn-Zaricinîi și Vistova (reședința).

## Demografie
Componența lingvistică a comunei Vistova
     Ucraineană (99,52%)
     Alte limbi (0,48%)
Conform recensământului din 2001, majoritatea populației comunei Vistova era vorbitoare de ucraineană (99,52%), existând în minoritate și vorbitori de alte limbi.